# 須田正己

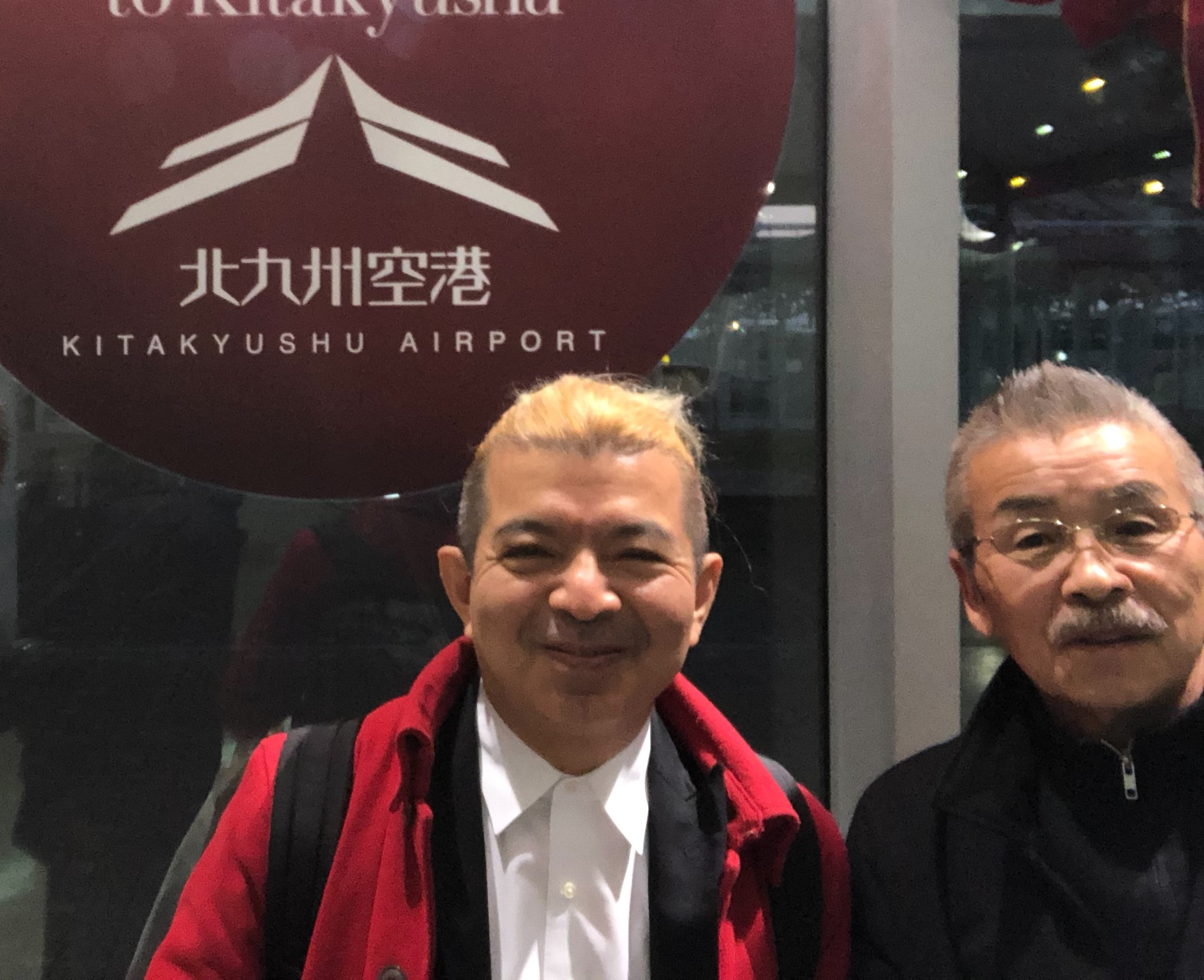
右が須田。左はYANAGIMAN（北九州空港にて。2017年撮影）

須田 正己（すだ まさみ、1943年9月16日 - 2021年8月1日）は、日本の男性アニメーター、キャラクターデザイナー。日本アニメーター・演出協会（JAniCA）会員。埼玉県出身。

## 人物
知人から「絵を描く仕事がある」という紹介を受けてタツノコプロに入社するが、アニメのスタッフではなく、制作進行の運転手をさせられたことなどから4か月で退社。改めてAプロダクション（現・シンエイ動画）の入社試験を受ける。Aプロダクションで研修を受け、タマ・プロダクションを経てフリーとなる。以降、『紅三四郎』以降本格的に関りを持つタツノコプロや東映アニメーション作品に数多く係わる。研修時代にはまだ新人であった中村英一（元シンエイ動画作画部長）などがいた。
作画技術の評価は非常に高く、『科学忍者隊ガッチャマン』では、総監督の鳥海永行が演出する回に指名されて作画を担当することが多かった。湖川友謙が絵において「彼以上に巧い人は見た事ない」と評価している。
30歳の時に自律神経失調症を患って体調を崩したことを契機に徹夜の作業をしないというモットーを貫いており、フリー以後の経歴の中で唯一、東映動画に数年通っていた際も、朝9時起床・夕方17時帰宅を貫き通した。
2016年4月、「NEMOLAND LEGEND AWARD」を受賞したほか、2018年に「東京アニメアワードフェスティバル2018」でアニメ功労部門を受賞した。
2020年7月に前立腺癌が見つかり入退院を繰り返し治療に専念していたところ、2021年7月に病状が悪化。
2021年8月1日、自宅にて死去。77歳没。

## 参加作品

### テレビアニメ
1967年
- マッハGoGoGo（動画）
- おらぁグズラだど（作画）

1969年
- 紅三四郎（動画）
- ハクション大魔王（作画）

1970年
- 昆虫物語 みなしごハッチ（原画）

1971年
- アニメンタリー 決断（原画・動画）

1972年
- 科学忍者隊ガッチャマン（原画・動画）
- 樫の木モック（オープニングアニメーション）

1974年
- 破裏拳ポリマー（原画・動画）

1975年
- 宇宙の騎士テッカマン（原画）
- タイムボカン（オープニングアニメーション）

1976年
- ゴワッパー5 ゴーダム（作画監督）
- マグネロボ ガ・キーン（原画）
- キャンディ・キャンディ（オープニングアニメーション）

1977年
- 超人戦隊バラタック（作画監督）

1978年
- SF西遊記スタージンガー（キャラクターデザイン・作画監督）
- 科学忍者隊ガッチャマンII（オープニングアニメーション）

1979年
- 科学忍者隊ガッチャマンF（作画監督）
- ジャン・バルジャン物語（キャラクターデザイン・作画監督）

1980年
- がんばれ元気（作画監督）
- タイムパトロール隊オタスケマン（原画）
- とんでも戦士ムテキング（原画作監）

1981年
- ゴールドライタン（オープニングアニメーション）

1982年
- パタリロ!（作画監督）

1983年
- 愛してナイト（オープニングアニメーション）

1984年
- 北斗の拳（キャラクターデザイン・作画監督）

1988年
- 魁!!男塾（キャラクターデザイン・作画監督）
- ひみつのアッコちゃん（第2作）（作画監督）

1990年
- キャッ党忍伝てやんでえ（OPアニメ・作画監督）

1992年
- クッキングパパ（オープニングアニメーション）
- 宇宙の騎士テッカマンブレード（作画監督・原画）

1993年
- SLAM DUNK（作画監督）

1994年
- 白雪姫の伝説（オープニングアニメーション）

1996年
- 地獄先生ぬ〜べ〜（作画監督）
- シンデレラ物語（OPアニメーション・作画監督）

1997年
- キューティーハニーF（作画監督）
- マッハGoGoGo（キャラクターデザイン・作画監督）

1998年
- 時空転抄ナスカ（作画監督・原画）
- 遊☆戯☆王（作画監督）

1999年
- 神風怪盗ジャンヌ（作画監督）
- シティーハンター 緊急生中継!? 凶悪犯冴羽獠の最期（原画）

2000年
- タイムボカン2000 怪盗きらめきマン（オープニングアニメーション）

2001年
- サラリーマン金太郎（キャラクターデザイン）

2003年
- F-ZERO ファルコン伝説（作画監督）

2004年
- VIEWTIFUL JOE（作画監督）

2006年
- 内閣権力犯罪強制取締官 財前丈太郎（キャラクターデザイン・総作画監督）
- MUSASHI -GUN道-（キャラクターデザイン）

2007年
- ハヤテのごとく!（原画）
- バンブーブレード（原画）

2008年
- ケロロ軍曹（第200話作画監督）

2010年
- GIANT KILLING（作画監督・原画）

2014年
- 妖怪ウォッチ（キャラクターデザイン）

2015年
- ルパン三世 PART IV（原画）

### 劇場アニメ
1980年
- 地球へ…（キャラクターデザイン・作画監督）

1982年
- FUTURE WAR 198X年（作画監督）
- Dr.SLUMP “ほよよ!”宇宙大冒険（原画）

1983年
- Dr.スランプ アラレちゃん ほよよ!世界一周大レース（原画）

1984年
- Dr.スランプ アラレちゃん ほよよ!ナナバ城の秘宝（原画）

1985年
- Dr.スランプ アラレちゃん ほよよ!夢の都メカポリス（原画）

1986年
- 北斗の拳（原画・作画監督）
- ドラゴンボール 神龍の伝説（原画）

1988年
- 魁!!男塾（キャラクターデザイン・作画監督・原画）

2000年
- 太陽の法 エル・カンターレへの道－The Laws of the Sun（作画）

2003年
- 黄金の法 エル・カンターレの歴史観－The Golden Laws（作画監督）

2009年
- 仏陀再誕－The REBIRTH of BUDDHA（作画監督）

2012年
- 神秘の法 The Mystical Laws（総作画監督）

2014年
- 映画 妖怪ウォッチ 誕生の秘密だニャン!（キャラクターデザイン）

2015年
- UFO学園の秘密（キャラクターデザイン）

2018年
- 宇宙の法—黎明編—（キャラクターデザイン）

### OVA
1989年
- 銀河英雄伝説（作画監督・原画）
- ザ・ハード BOUNTY HUNTER（キャラクターデザイン）
- ヤンキー烈風隊（原画）

1991年
- 俺の空 刑事篇（キャラクターデザイン・作画監督）
- ダークキャット（キャラクターデザイン）
- 迷走王ボーダー 社会復帰編（原画）

1992年
- 鴉天狗カブト 黄金の目のケモノ（原画）

1994年
- 宇宙の騎士テッカマンブレードII（作画監督）

1997年
- 旭日の艦隊（キャラクターデザイン・作画監督）